# Venus d'Eliseevich
La Venus d'Eliseevich és una estatueta de Venus de l'epigravettià.

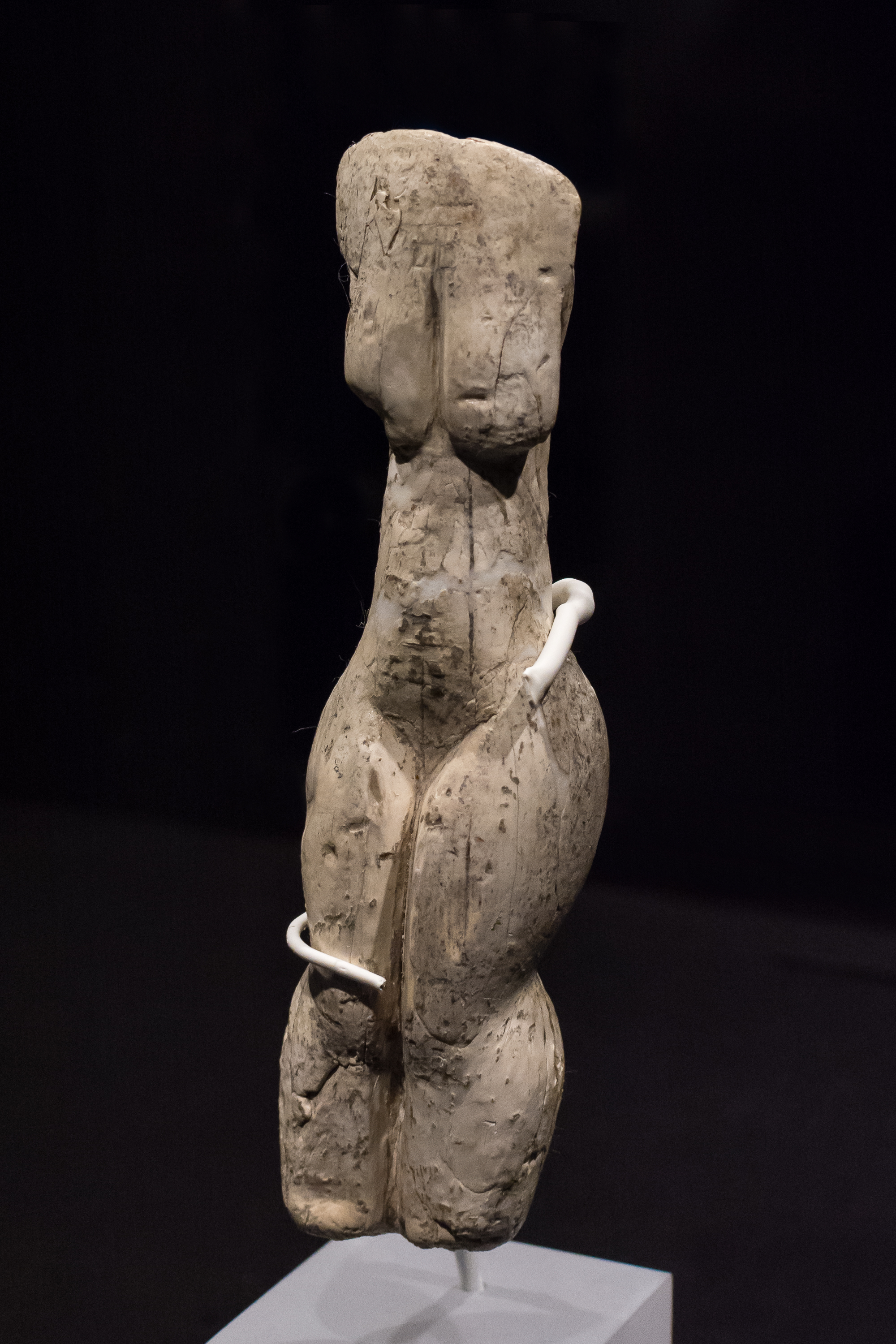
Figureta de Venus d'Eliseevich, ca. 15000 ae, conservada en la Kunstkammer, Museu de l'Hermitage, Sant Petersburg, Rússia

L'estatueta es va descobrir al 1930, a prop del riu Súdost a la província de Briansk, a Rússia. Té 15 cm d'alçada i la van tallar en ivori de mamut. La figureta representa una dona jove, com la Venus impúdica.
Tot i que l'estatueta s'assigna a la categoria de "venus", no s'assembla estilísticament a altres estatuetes paleolítiques russes com la Venus de Kostenki o la de Gagarin.